# Jean Tapissier
Jean Tapissier ou Johannes Tapissier, né en 1370 et mort en août 1410, est un chanteur et compositeur français, représentant de la période musicale médiévale située entre l'Ars nova du XIVe siècle et l'école franco-flamande du XVe siècle. Il fut l'un des initiateurs de l'École bourguignonne. 

## Biographie
Jean Tapissier fut le gentilhomme de la Chambre du duc de Bourgogne, Philippe le Hardi. Ce dernier l'emmenait à ses côtés lors de ses deux voyages à Avignon en 1391 et 1395, ainsi qu'en Flandres. Lors de ces séjours à Avignon, il fut influencé par L'ars subtilior qui est un style de la musique du Moyen Âge de la fin du XIVe siècle, située entre l'ars nova et l'école franco-flamande.
L'ouvrage anonyme intitulé "Règles de la seconde rhétorique", écrit vers 1400, répertorie Jean Tapissier comme étant parmi les plus célèbres poètes, chanteurs et compositeurs français de cette époque. Jean Tapissier dirigeait une école de chant à Paris, les archives de la cour du duché de Bourgogne indiquent que la Cour de Bourgogne a envoyé des garçons pour y apprendre à chanter. À la suite de la mort de Philippe le Hardi en 1404, Jean sans peur lui succéda et recruta, pour sa Cour de Bourgogne, les élèves formés à Paris par Jean Tapissier. Ce dernier mourut en août 1410.
Le poète Martin Le Franc le cite dans un de ses poèmes, Le Champion des dames :
Tapissier, Carmen, Césaris
N'a pas longtemps si bien chanterrent
Qu'ilz esbahirent tout Paris
Seuls trois morceaux de musique de Jean Tapissier ont survécu : deux pièces destinées à être chantée lors d'une messe en musique (un Credo et un Sanctus), et un motet qui déplore le Grand Schisme d'Occident qui divise l'Église catholique romaine. Baude Cordier, l'un des compositeurs de l'ars subtilior, a écrit un Gloria qui forme un ensemble probable avec le Credo de Jean Tapissier. Toutes ses compositions sont à trois voix.